# Der Jongleur
Der Jongleur je německý krátký film z roku 1895. Režisérem a producentem je Max Skladanowsky (1863–1939). Film byl natočen v roce 1895 a zobrazuje Sylvestra Schäffera v roli Paula Petrase, jak žongluje se svým cylindrem a dvěma kulečníkovými koulemi. Brzy obě koule opustí a na závěr si hodí cylindr na hlavu.
Film měl premiéru 1. listopadu 1895 spolu s dalšími krátkými filmy, které byly jako jedny z prvních promítány laternou magicou. Každý film trval přibližně šest sekund, a proto se opakovalo jejich promítání.